# Jacques Leider

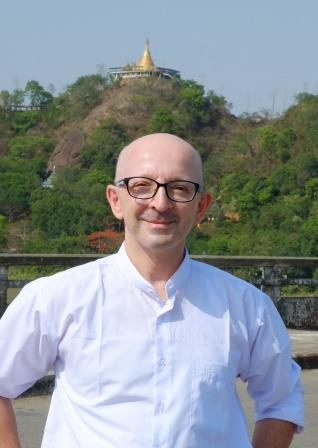
Jacques Leider

Jacques Pierre Leider (* 1962 in Diekirch) ist ein luxemburgischer Historiker, Birmanist und Südostasienwissenschaftler, der sich hauptsächlich mit der vorkolonialen und kolonialen Geschichte Myanmars, insbesondere dem früheren Arakan (heute Rakhaing-Staat) befasst. Er ist Maître de conférences (Dozent) der École française d’Extrême-Orient (EFEO) und leitete deren Zentren in Yangon, Chiang Mai und Bangkok.

## Leben und Wirken
Leider studierte von 1981 bis 1987 Birmanisch und Tibetisch am Institut national des langues et civilisations orientales (INALCO) sowie Geschichte an der Universität Paris IV (Paris-Sorbonne). Anschließend absolvierte er die Stage (praktische Ausbildung für Lehrer) in Luxemburg und wurde 1991 Sekundarschullehrer für Geschichte, Geographie und Staatsbürgerkunde. Von 1995 bis 1999 lehrte er französische Sprache und Kultur an der Chulalongkorn-Universität in Bangkok (Thailand). Leider promovierte 1998 bei Denise Bernot an der INALCO mit einer Arbeit zur politischen Geschichte des Königreichs Arakan vom 15. bis 17. Jahrhundert.
Er wurde 2001 Mitglied der École française d’Extrême-Orient (EFEO) und war bis 2006 Leiter des neugegründeten Zentrums der EFEO in Yangon (Myanmar). Von 2008 bis 2012 leitete er das Forschungszentrum und den Aufbau der neuen Forschungsbibliothek der EFEO im nordthailändischen Chiang Mai. Von 2013 bis 2014 war Leider Botschaftsrat und stellvertretender Leiter der Mission für Myanmar, Laos und Malaysia in der luxemburgischen Botschaft in Bangkok. Danach arbeitete er wieder als Lehrer in Luxemburg. Von 2017 bis 2021 leitete er parallel die Zentren der EFEO in Yangon und Bangkok und war zugleich wissenschaftlicher Koordinator des EU-finanzierten Horizon 2020-Projekts Competing Regional Integrations in Southeast Asia (CRISEA).
Leider erforschte unter anderem Mrauk U, die einstige Hauptstadt Arakans, und trug als Experte zur Nominierung der archäologischen Stätten und Monumente für das UNESCO-Weltkulturerbe bei. Die Gottfried Wilhelm Leibniz Bibliothek beauftragte ihn 2007, die Geschichte des Goldenen Briefs des birmanischen König Alaungpaya an Georg II. von Großbritannien von 1756 zu erforschen, dessen Bedeutung zuvor weitgehend verkannt worden war. Der Goldene Brief wurde 2015 ins Weltdokumentenerbe aufgenommen.
Er äußerte sich auch zur Geschichte der muslimischen Minderheit im Rakhaing-Staat. Dabei erklärte er 2015 in einem Aufsatz über Konkurrierende Identitäten, dass „Rohingya“ keine historisch belegte Bezeichnung für eine ethnische Gruppe sei, sondern seit den 1950er-Jahren als Eigenbezeichnung einer politischen Bewegung entstanden sei, die zunehmend die Vertretung der Muslime Rakhaings beansprucht und diese gedrängt habe, sich als „Rohingya“ zu bezeichnen. Diese Darstellung stieß auf scharfe Kritik von Rohingya-Vertretern. Ein offener Brief (unterzeichnet u. a. von Gayatri Chakravorty Spivak, Noam Chomsky, Richard A. Falk, Johan Galtung, María do Mar Castro Varela) und eine change.org-Petition forderten 2018, Leider als Autor eines Eintrags über Rohingya in der Oxford Research Encyclopedia of Asian History auszuschließen. Sie warfen ihm vor, den Völkermord an den Rohingya zu leugnen und durch Auftritte mit myanmarischen Politikern und Militärs deren Vorgehen zu billigen. Der Verlag Oxford University Press verteidigte Leider daraufhin, er verfüge über große fachliche Kompetenz und sein Beitrag sei durch externe Fachleute begutachtet.

## Veröffentlichungen (Auswahl)
- Le royaume d’Arakan, Birmanie. Son histoire politique entre le début du XVe et la fin du XVIIe siècle. École Française d'Extrême-Orient, Paris 2004.
- Mit Georg Ruppelt: The treasure of the Gottfried Wilhelm Leibniz Library in Hanover, Germany. The golden letter from King Alaungphaya of Myanmar to King Georg II of Great Britain. Auswärtiges Amt, Berlin 2013.